# Роман Домбровський
Роман Домбровський (пол. Roman Dąbrowski, нар. 14 березня 1972, Ґлухолази) — польський футболіст, що грав на позиції нападника. Відомий за виступами в Польщі за клуб «Рух» із Хожува а також національну збірну Польщі. Пізніше продовжив кар'єру в Туреччині, де виступав, зокрема, за клуби «Коджаеліспор» та «Бешікташ», зіграв понад 300 матчів у Турецькій Суперлізі, став чемпіоном Туреччини та дворазовим володарем Кубка Туреччини. Під час виступів у Туреччині прийняв турецьке громадянство, виступав після цього під турецьким іменем «Каан Добра». Після завершення виступів на футбольних полях — турецький футбольний тренер.

## Клубна кар'єра
Роман Домбровський народився в містечку Ґлухолази. Пізніше його сім'я перебралась до Мешно, де він розпочав займатися футболом. У дорослому футболі дебютував 1988 року виступами за нижчолігову команду «Чарні» з Отмухова, де грав протягом року. Далі футболіст грав за клуб «Унія» з Крапковіц, де його побачили представники клубу вищого польського дивізіону «Рух» (Хожув), в якому він дебютував у 1990 році. У хожувській команді Домбровський провів чотири сезони, взявши участь у 79 матчах чемпіонату, та відзначився 19 забитими м'ячами, утворюючи гостроатакуючий дует із Радославом Гілевичем.
У 1994 році Роман Домбровський отримав вигідну пропозицію від турецького клубу «Коджаеліспор», на яку погодився після нетривалих роздумів. У складі команди з Ізміта відіграв наступні вісім сезонів, які сам футболіст вважає найкращими у своїй ігровій кар'єрі. У складі «Коджаеліспора» Домбровський був не тільки основним гравцем атакувальної ланки команди, а й одним із кращих бомбардирів команди, відзначившись у 223 проведених матчах 65 забитими м'ячами. У складі команди Домбровський став дворазовим володарем Кубка Туреччини. За кілька років виступів у Туреччині отримав пропозицію прийняти турецьке громадянство, при цьому він не відмовився від польського громадянства, тільки вже виступав після цього під турецьким іменем «Каан Добра».
2002 року Роман Домбровський отримав пропозицію перейти до одного із трьох найсильніших турецьких клубів «Бешікташ» із Стамбула. Хоча футболіст уже не відзначався такою результативністю, як у попередній команді, проте він у перші два роки виступів у новому клубі стабільно утримував місце в основному складі команди, й уже в перший рік виступів у складі стамбульського клубу став чемпіоном Туреччини. Проте на третій рік виступів він втратив місце в основі «Бешікташа», і вирішив повернутися до «Коджаеліспора». у своїй колишній команді він зіграв цього разу лише 9 матчів, і вже менш ніж за півроку перейшов до клубу «Антальяспор». У цій команді польсько-турецький нападник грав протягом сезону 2005—2006 року, після чого ще на один сезон повернувся до «Коджаеліспора», після чого завершив виступи на футбольних полях.

## Виступи за збірну
Роман Домбровський виступав за молодіжну збірну Польщі, у складі якої брав участь у молодіжному чемпіонаті Європи 1994 року. У 1994 році футболіст дебютував у складі національної збірної Польщі, зігравши у двох товариських матчах. Проте після переходу до «Коджаеліспора» він випав із поля зору тренерів польської збірної на тривалий час. Лише після того, як він став гравцем «Бешікташа», у 2003 році Домбровського знову викликали до складу збірної, і він зіграв у її складі ще 3 матчі. Усього провів у формі головної команди країни 5 матчів, у яких йому не вдалось відзначитись забитими м'ячами.

## Тренерська кар'єра
Ще під час виступів на футбольних полях Роман Домбровський закінчив тренерські курси, які дають право працювати тренером у командах вищого турецького дивізіону. Невдовзі після закінчення виступів на футбольних полях колишній нападник увійшов до тренерського штабу своєї колишньої команди «Коджаеліспор», у 2009 році виконував обов'язки її головного тренера, пізніше працював спортивним директором команди. Пізніше Домбровський входив до складу тренерського штабу ще однієї своєї колишньої команди «Бешікташ». У 2012—2013 роках польсько-турецький тренер працював у тренерському штабі клубу «Орхангазіспор». У 2015—2018 роках Роман Домбровський працював у клубі «41 ФК» спочатку головним тренером, а потім асистентом головного тренера.

## Титули і досягнення
- Чемпіон Туреччини (1):

«Бешікташ»: 2002–2003
- Володар Кубка Туреччини (2):

«Коджаеліспор»: 1996–1997, 2001–2002